# Ганзен, Алексей Васильевич
Алексей Васильевич (Вильгельмович) Ганзен (2 [14] февраля или 19 [31] января 1876 года, Одесса — 19 октября 1937, Дубровник, Хорватия) — российский художник-маринист, профессор, коллекционер, художник Морского министерства России, надворный советник со старшинством, почётный член Попечительств детских приютов.

## Биография
Алексей Ганзен родился 2 февраля 1876 в Одессе в семье действительного статского советника Вильгельма Львовича Ганзена и дочери художника И. К. Айвазовского Марии Ивановны Айвазовской. Окончил Императорский Новороссийский университет в Одессе (юридический факультет, диплом II степени). С 1900 до 1917 года состоял на гражданской службе в Ведомстве учреждений Императрицы Марии, а 1915 года состоял на службе по Морскому министерству как художник Главного морского штаба России.
Учился у К. Зальцмана, П. Мейергейма в Германии, затем в Париже у Т. Робер-Флёри и Ж. Лефевра. Окончил Берлинскую и Дрезденскую Академии изящных искусств. Член Международной Ассоциации акварелистов, Ассоциации гравюры, Русского общества художников в Париже, общества «Товарищество художников».
Приобретал картины русских и европейских художников. Открыл свою галерею в Одессе (1910—1917).
В 1920 году эмигрировал из России и до своей кончины жил на вилле в Дубровнике, где продолжал заниматься творческой деятельностью. В 1929 году в Париже в галерее Жоржа Пти прошла его персональная выставка.
Персональные выставки Ганзена проходили в Петрограде (1904), Загребе (1920–23, 1926–27, 1929, 1935–36, 1938), Осиеке (1923), Дубровнике (1924), Белграде (1924, 1933, 1936), Суботице (1924), Буэнос-Айресе (1925), Любляне (1935). 
Умер 19 октября 1937 в Дубровнике. Похоронен на местном православном кладбище.

## Семья
- Айвазовский, Иван Константинович — дед, всемирно известный российский художник-маринист, коллекционер.
- Ганзен (Айвазовская), Мария Ивановна — мать, вторая дочь И. К. Айвазовского.
- Васильева, Олимпиада Владимировна — жена.

## Работы находятся в собраниях
- Центральный государственный военно-морской музей, Санкт-Петербург.
- Коллекция Дома-музея Максимилиана Волошина, Коктебель.
- Феодосийская картинная галерея, Феодосия.

## Галерея

Некоторые работы
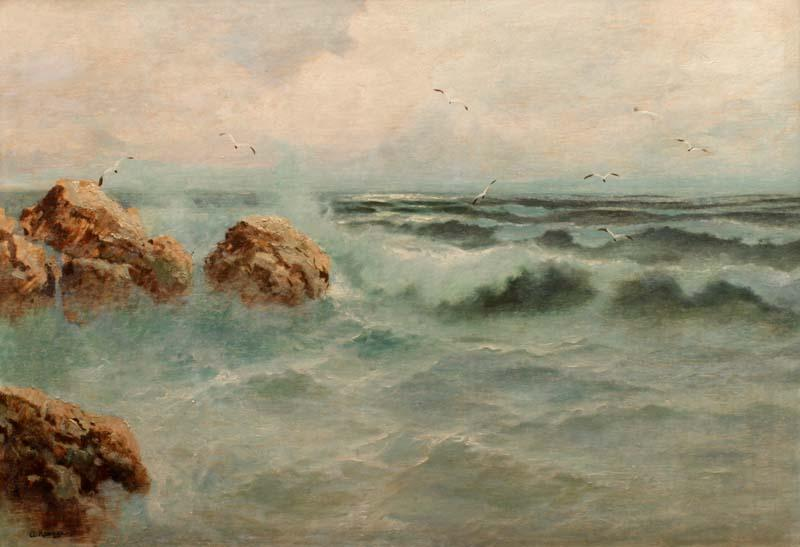
Море.
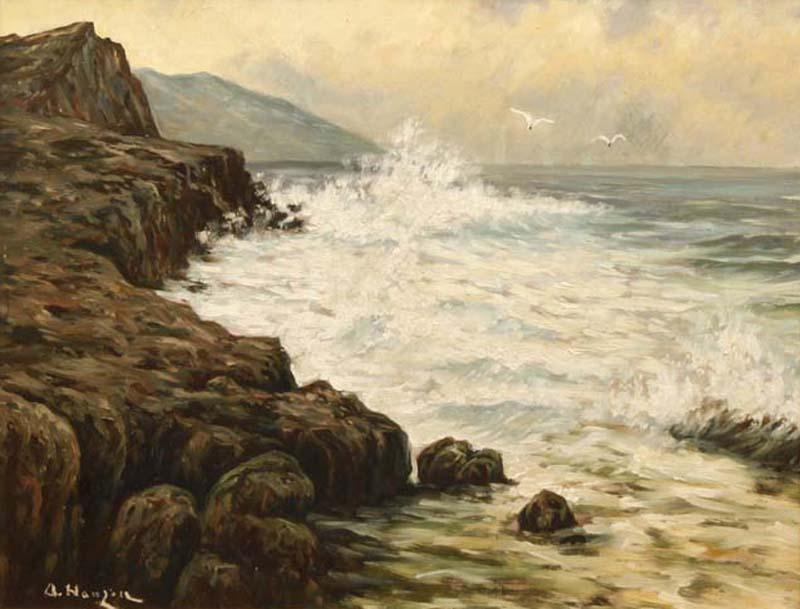
Морское побережье.
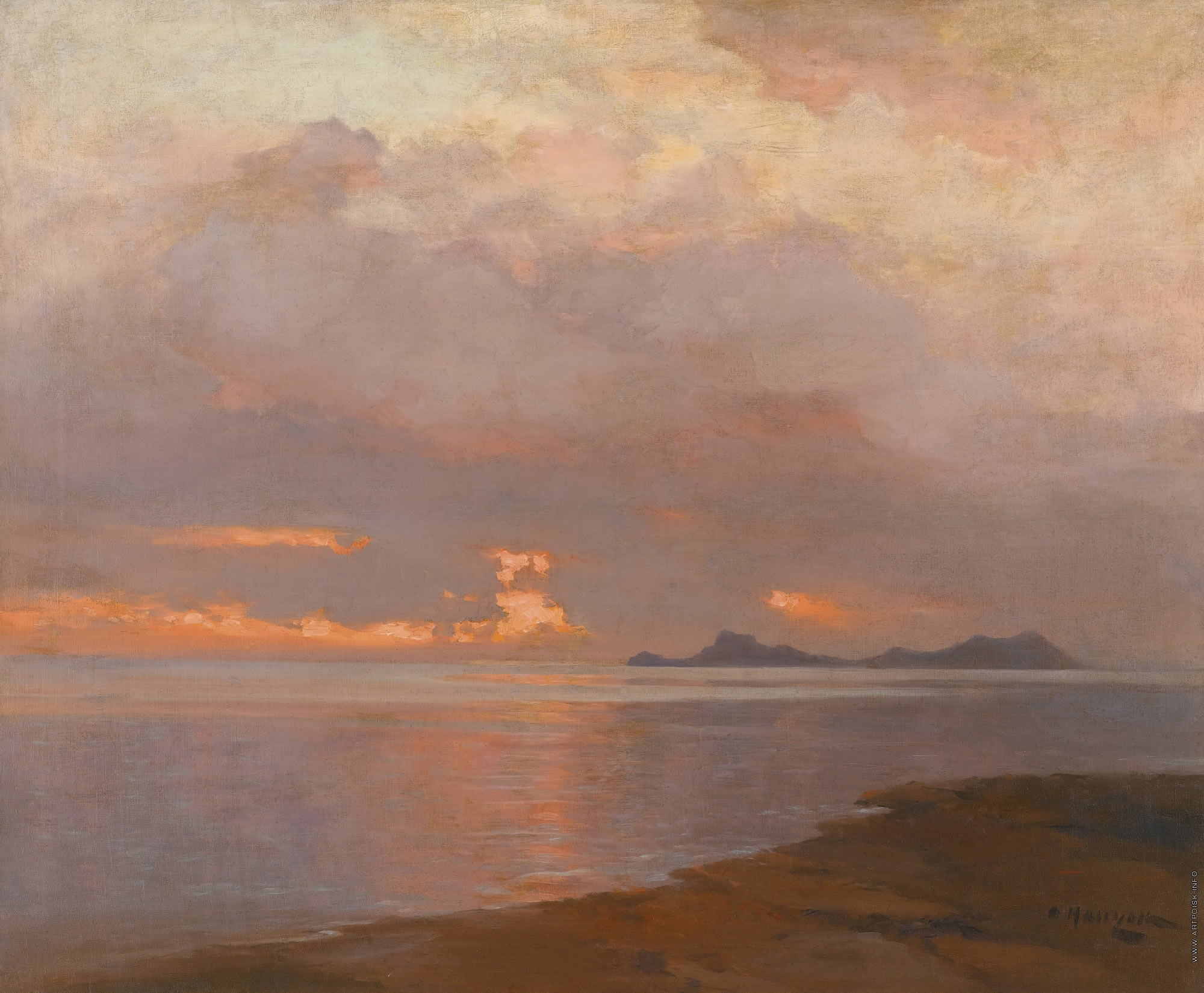
В сумерках.
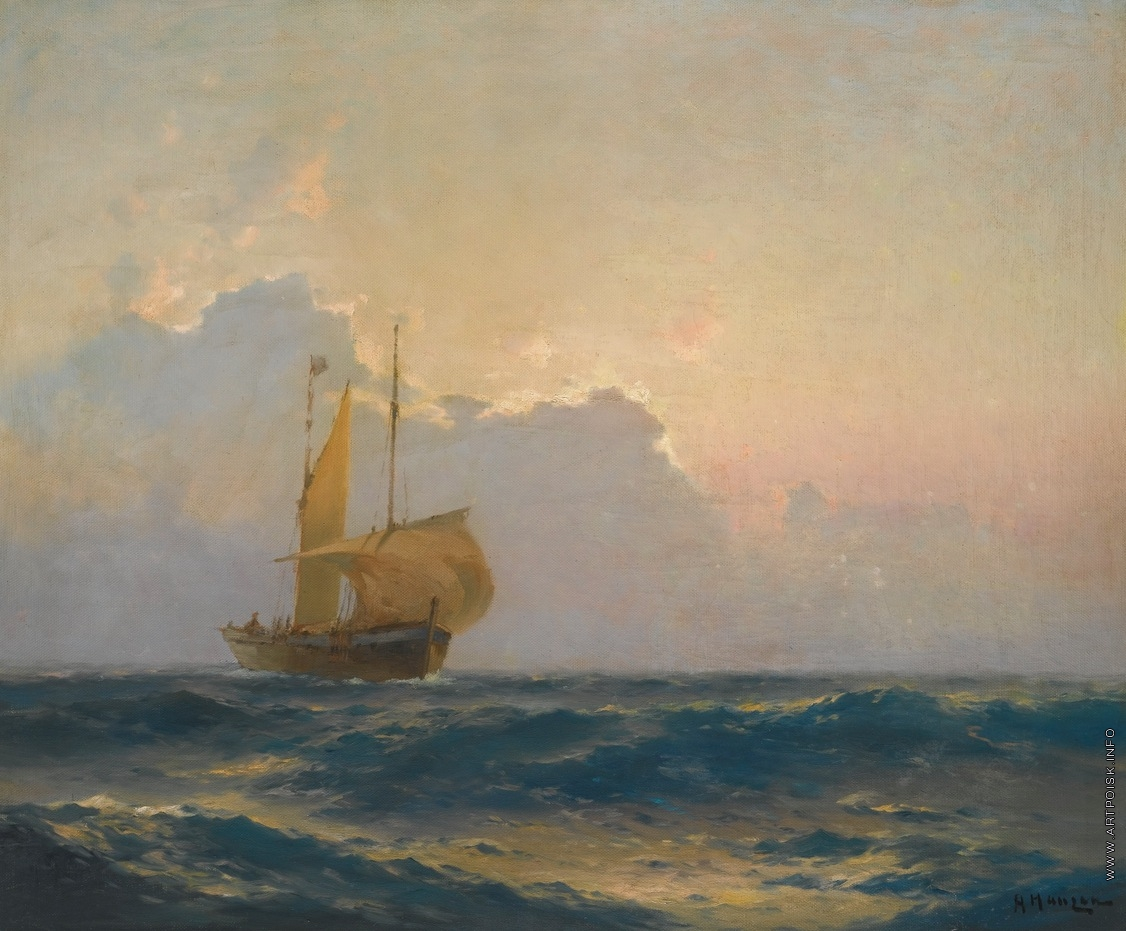
Корабль на закате.
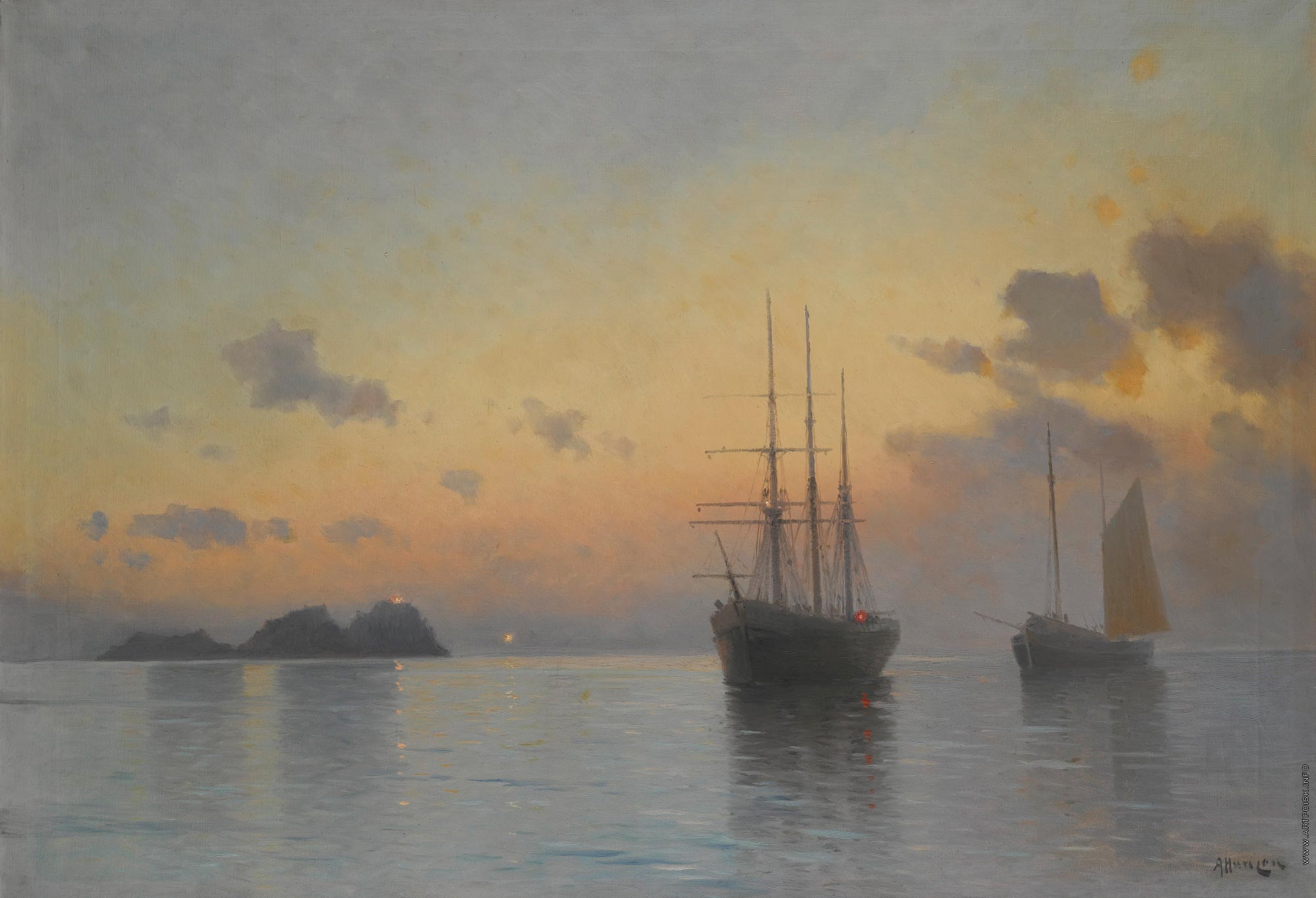
Морской пейзаж.
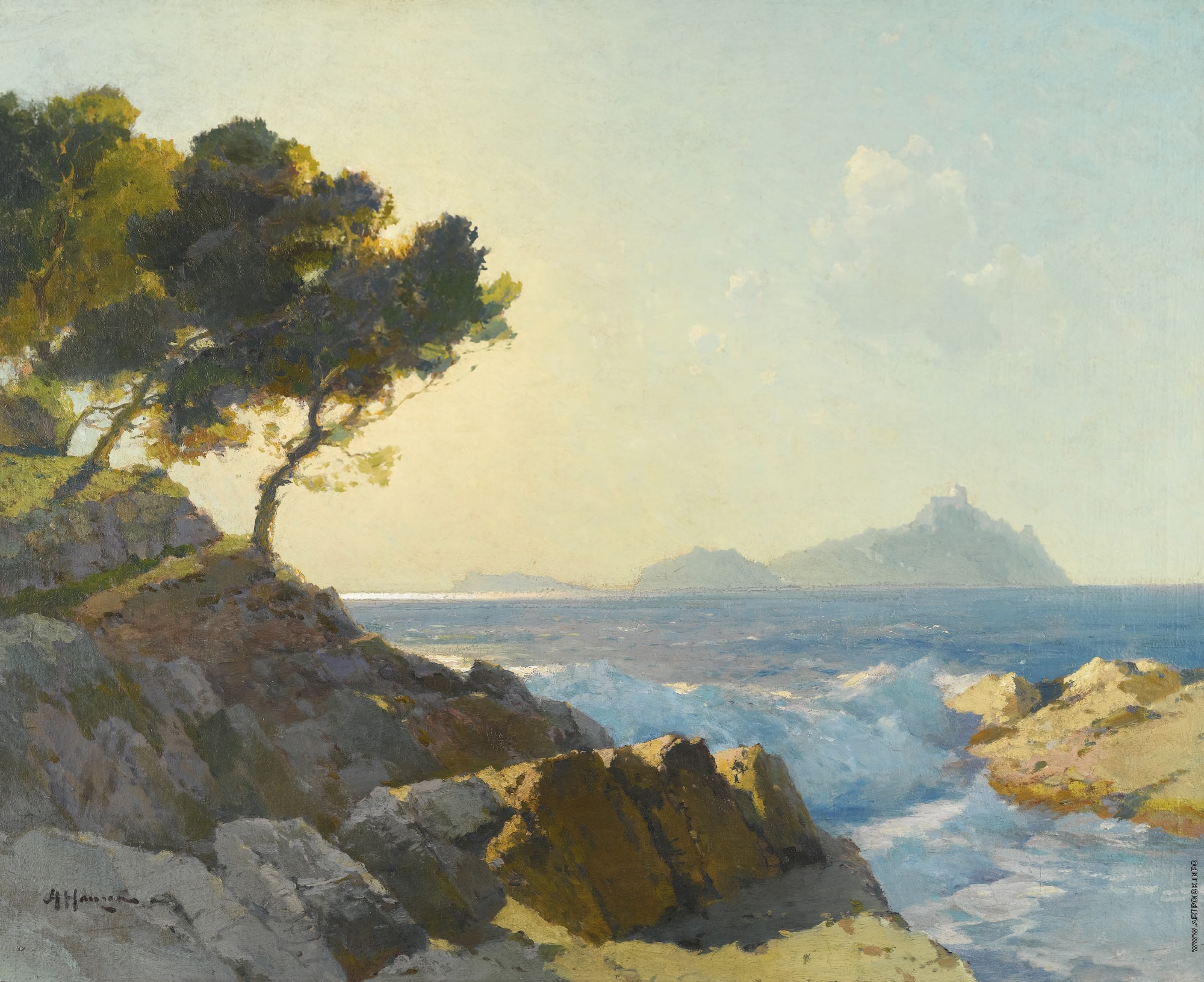
Морской пейзаж.
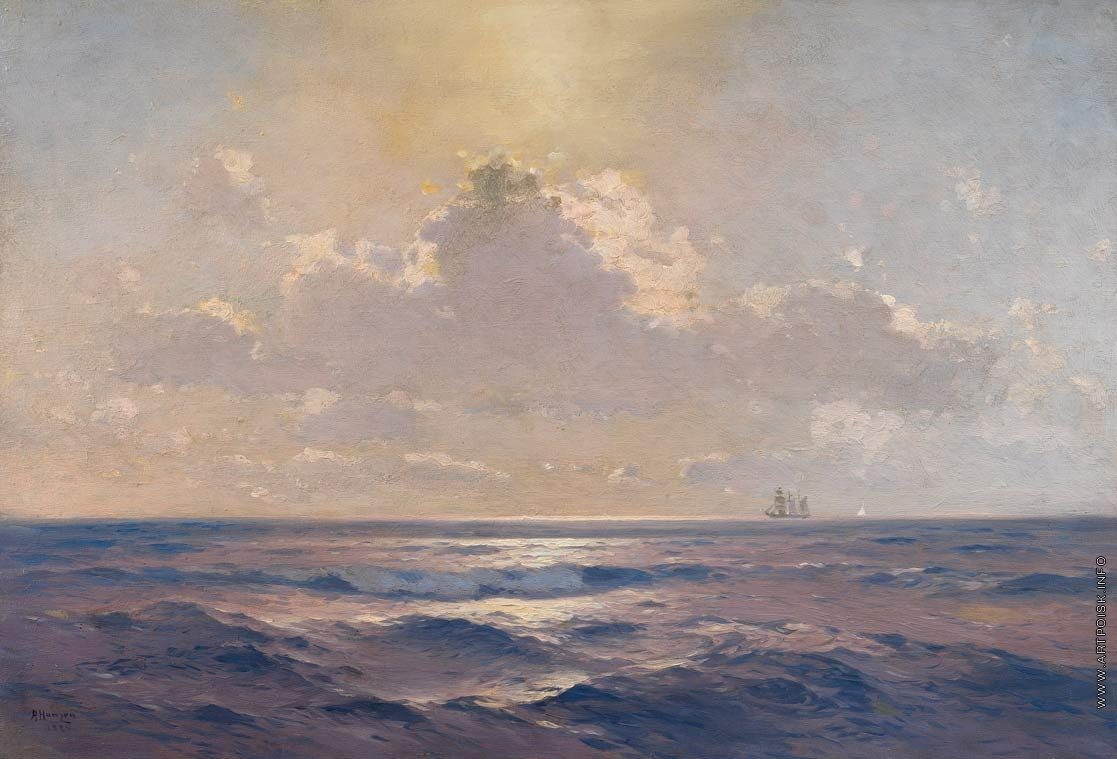
Морской пейзаж.
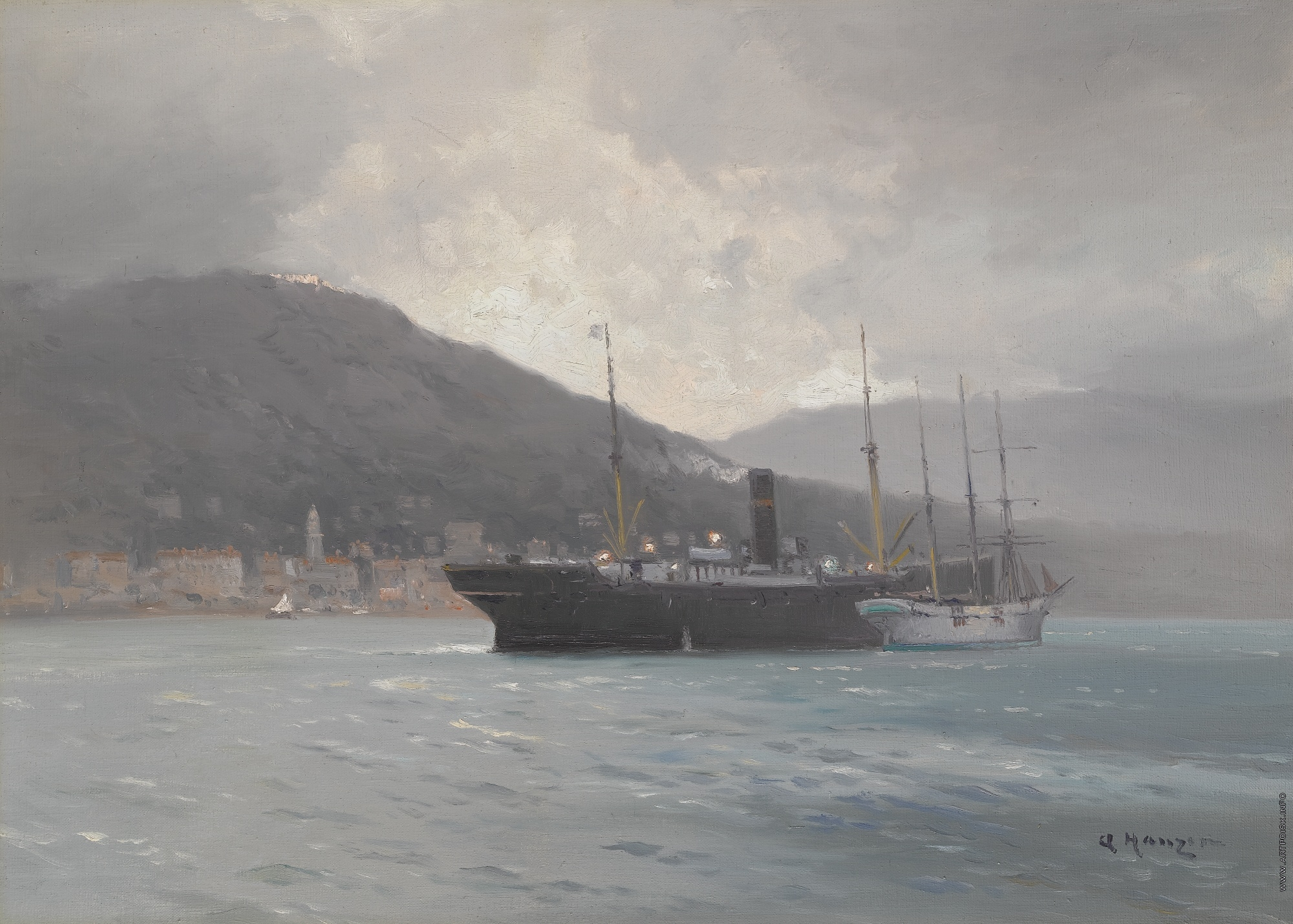
Дубровник. Перед дождём.
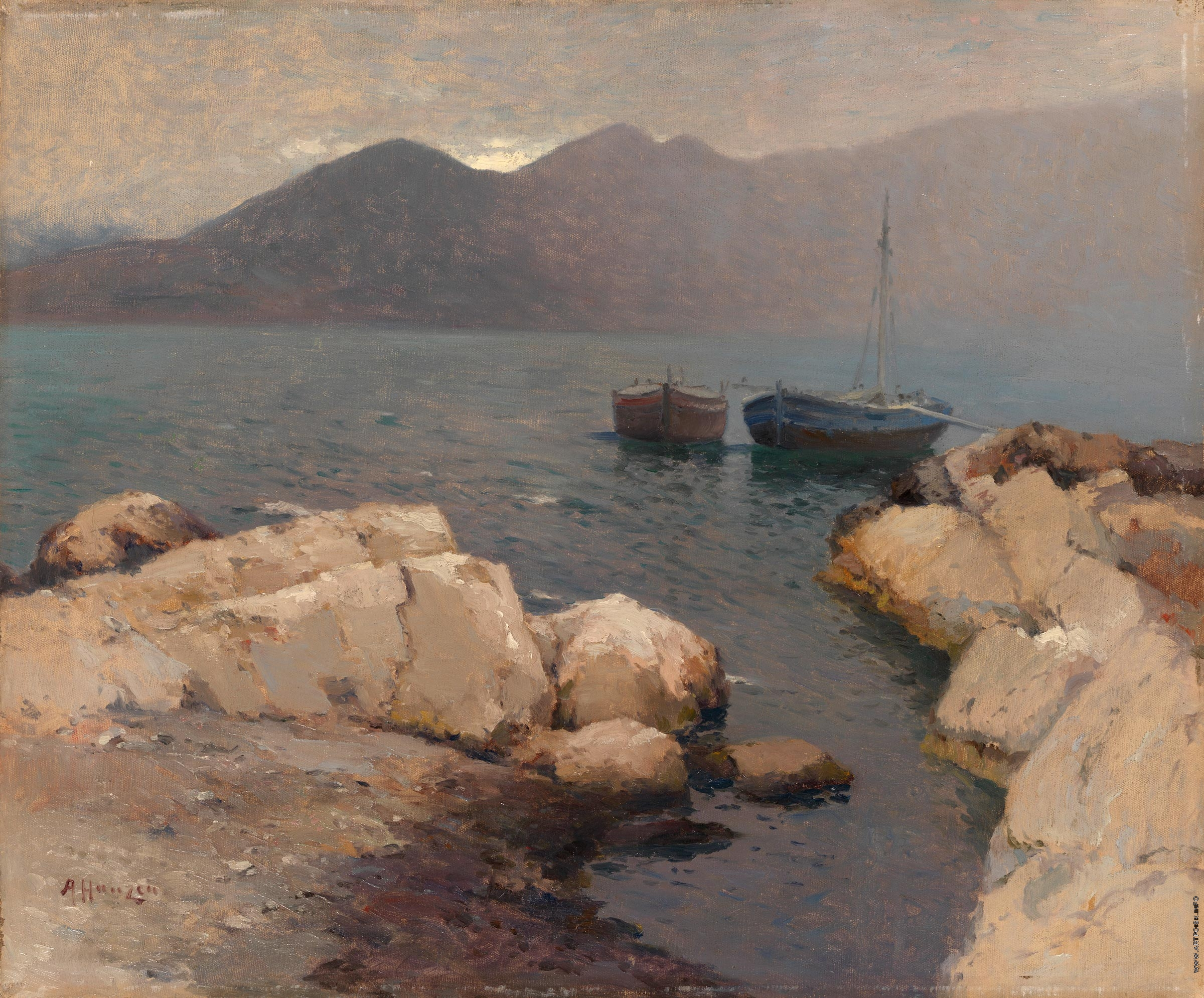
Лодки у берега.
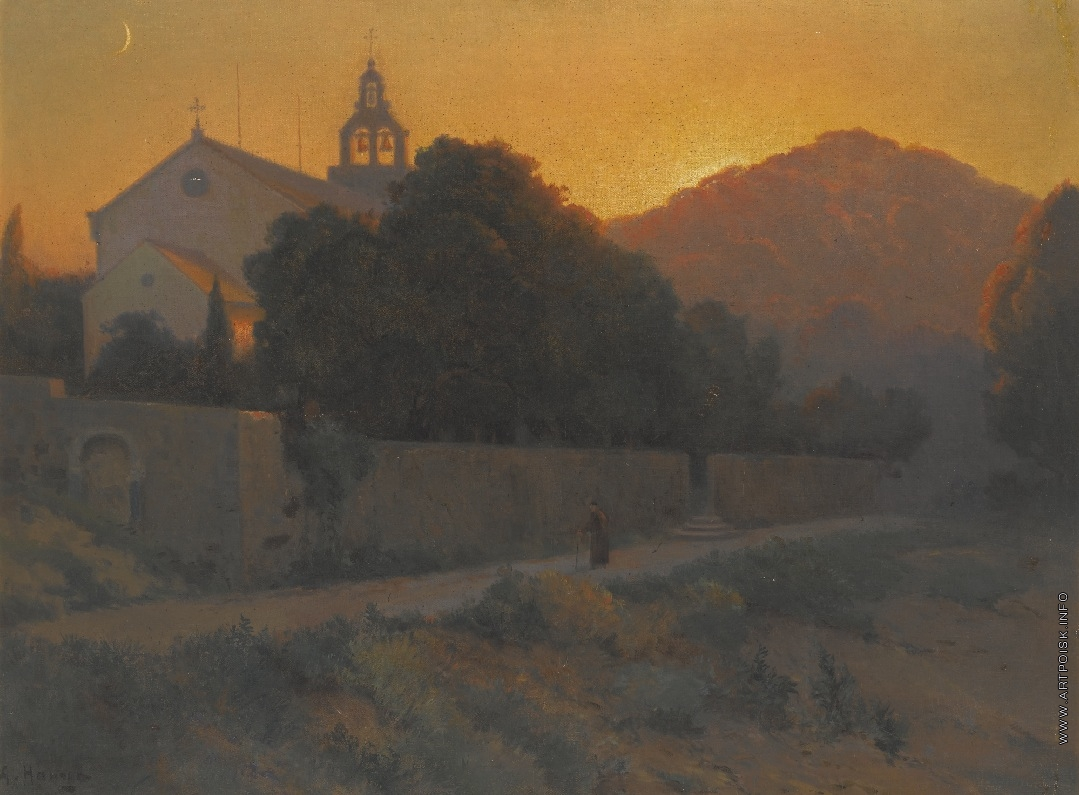
Церковь в Дубровнике.